# القرية (الاخماس)

تعديل مصدري - تعديل

القرية محلة تابعة لقرية وادي المكارمة، التابعة لعزلة الاخماس بمديرية فرع العدين إحدى مديريات محافظة إب في الجمهورية اليمنية، بلغ تعداد سكانها 91 حسب تعداد اليمن لعام 2004.